# Storia della scrittura

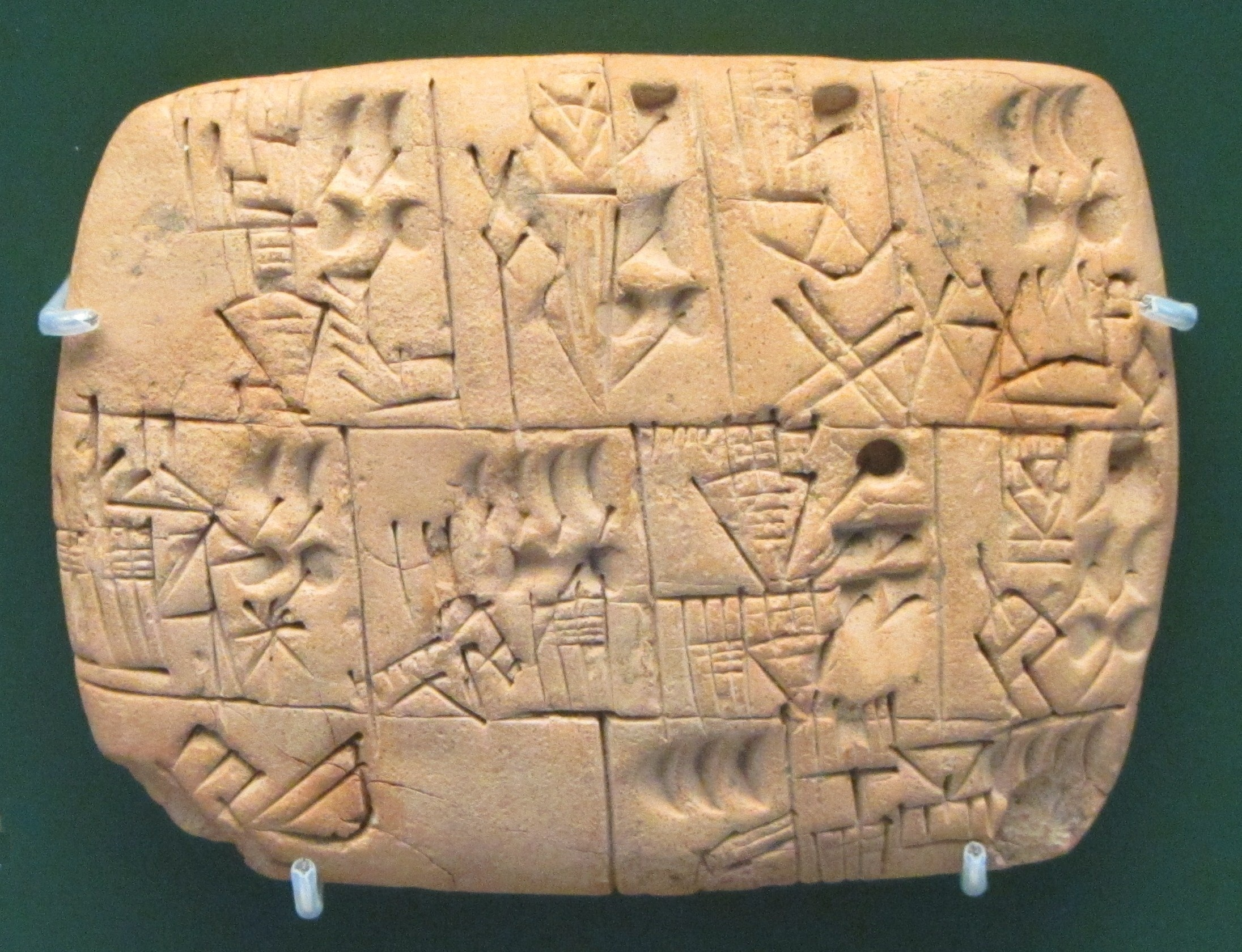
Uruk: uno dei primi documenti scritti: antica tavoletta scrittoria che registra la distribuzione della birra; 3100-3000 a.C. (British Museum)

La storia della scrittura è lo sviluppo del linguaggio scritto espresso con sistemi di segni grafici, e lo studio e la descrizione di questi sistemi.
Nella storia di come si sono evoluti i sistemi di rappresentazione del linguaggio attraverso mezzi grafici nelle diverse civiltà umane, appare che i sistemi di scrittura più completi sono stati preceduti dalla rappresentazione di simboli mnemonici.
Si passò poi alla proto-scrittura, che poteva comunicare solo concetti limitati ad un certo contesto; se esso non era noto in anticipo, il lettore non era in grado di ricostruire con sicurezza l'esatto significato inteso dallo scrittore. La vera scrittura è uno sviluppo successivo ed in essa, grazie ad una codificazione convenzionale dei segni grafici, l'intero contenuto, di qualsiasi argomento, è ricostruibile dal lettore con un buon grado di precisione.
Non è un caso che le prime forme di scrittura siano comparse esclusivamente nelle aree dove sorsero le prime città e le prime forme di Stato: l'invenzione della scrittura è la risposta alle nuove esigenze emerse nel contesto della Rivoluzione urbana. Nella periodizzazione della Storia, l'invenzione della scrittura è considerata l'evento che segna il passaggio dalla Preistoria all'Età antica; questo non per il suo valore intrinseco, ma perché essa è un indicatore del nuovo contesto sociale derivato dalla nascita delle prime città.
La prima scrittura di cui si ha notizia si è sviluppata in Mesopotamia attorno al 3500 a.C. circa; ciò è testimoniato dai reperti archeologici ritrovati nella più antica città di cui si abbia notizia, Uruk. Gli archeologi che hanno effettuto gli scavi a Uruk tra il 1964 e il 1967, ritrovando i primi documenti scritti, li avevano riferiti approssimativamente al 3200, che è la datazione tradizionale ancora spesso riportata, ma successive ricerche archeologiche hanno permesso di retrocedere la data di tre secoli circa.
Oltre che in Mesopotamia, ci furono altri quattro luoghi in cui, indipendentemente l'uno dall'altro, si attuò la Rivoluzione urbana e nel nuovo contesto sociale fu elaborata la scrittura, in epoche diverse: in Egitto intorno al 3100 a.C., nella valle dell'Indo intorno al 2600 a.C., nella valle del Fiume Giallo intorno al 1500-1000 a.C. e in Mesoamerica intorno al 650 d.C.. Insieme alla Mesopotamia, queste aree sono chiamate culle della civiltà urbana.

## Invenzione della scrittura

I Sumeri, un'antica civilizzazione del sud della Mesopotamia, forse inventori della scrittura intorno al 3400 a.C.

La rappresentazione grafica dei numeri iniziò molto prima della scrittura della lingua. È generalmente accettato che la vera scrittura della lingua sia stata inventata indipendentemente in almeno due luoghi: Egitto (coi proto-geroglifici) intorno al 3000 a.C., e in Mesoamerica intorno al 600 a.C. Sono noti diversi scritti mesoamericani, il più antico dei quali è degli Olmechi o Zapotechi del Messico.
Si è dibattuto se i sistemi di scrittura siano stati sviluppati in modo completamente indipendente in Egitto intorno al 3200 a.C. e in Cina intorno al 1200 a.C., o se la comparsa della scrittura in uno o entrambi i posti siano stati dovuti a diffusione culturale (cioè il concetto di rappresentazione del linguaggio utilizzando la scrittura, anche se non le specificità di come un tale sistema funzionasse, venne portato dai commercianti da una civiltà già alfabetizzata). Una delle prime forme di espressione scritta è quella cuneiforme.
I caratteri cinesi sono molto probabilmente un'invenzione indipendente, perché non vi è alcuna prova di contatti tra la Cina e le civiltà letterate del Vicino Oriente, ed a causa delle differenze fra gli approcci di rappresentazione fonetica fra la Mesopotamia e la Cina. I geroglifici egizi sono dissimili dalla scrittura cuneiforme mesopotamica, ma somiglianti nei concetti e nella più antica attestazione suggeriscono che l'idea della scrittura possa essere arrivata in Egitto dalla Mesopotamia. Nel 1999 apparve su Archaeology un articolo che sosteneva il fatto che i primi geroglifici egiziani risalivano al 3200 a.C. "... sfidando la convinzione diffusa che i primi logogrammi, simboli pittografici che rappresentano un luogo specifico, un oggetto, o quantità, si siano evoluti in più complessi simboli fonetici in Mesopotamia."
Un dibattito simile circonda la scrittura dell'Indo dell'età del bronzo (civiltà della valle dell'Indo) nell'India antica intorno al 2200 a.C., con le riserve aggiuntive che la scrittura è ancora indecifrata e non è ancora chiaro se si tratta di una vera scrittura, o se invece sia una sorta di proto-scrittura o sistema di segni non linguistici.
Un'ulteriore possibilità è l'indecifrata Rongorongo, scrittura dell'Isola di Pasqua. Si è discusso se questo sia un vero sistema di scrittura, e se lo è, se è ancora un altro caso di diffusione culturale della scrittura. L'esempio più antico è, del 1851, 139 anni dopo il loro primo contatto con gli europei. Una spiegazione è che lo scritto sia stato ispirato dal proclama spagnolo che sanciva l'annessione dell'isola nel 1770.
Esistono diversi altri casi noti di diffusione culturale della scrittura, dove il concetto generale di scrittura è stato trasmesso da una cultura all'altra, ma le specifiche del sistema sono stati sviluppati in modo indipendente. Esempi recenti sono il sillabario Cherokee, inventato da Sequoyah, e il Pahawh Hmong sistema per scrivere la Lingua hmong.

## Sistemi di scrittura
I sistemi di scrittura si distinguono dagli altri possibili segni di comunicazione simbolica che prevedono di solito la comprensione di qualcosa della lingua parlata per comprendere il testo. Al contrario, altri sistemi simbolici possibili come ad esempio pittura, mappe e matematica spesso non richiedono una preventiva conoscenza di una lingua parlata. Ogni comunità umana possiede una lingua, caratteristica considerata da molti come una condizione innata e definizione del genere umano (vedi Origine del linguaggio). Tuttavia lo sviluppo di sistemi di scrittura, e il processo attraverso il quale questi hanno soppiantato la tradizione orale di comunicazione è stato sporadico, irregolare e lento nel tempo. Una volta creati, i sistemi di scrittura hanno subito un cambiamento molto più lento rispetto ai loro omologhi parlati, e spesso hanno preservato caratteristiche ed espressioni non più attuali nella lingua parlata. Il grande vantaggio dei sistemi di scrittura è la loro capacità di mantenere una registrazione persistente di informazioni espresse in un linguaggio, che può essere recuperata indipendentemente dall'atto iniziale di formulazione.

## Storia documentata
Gli studiosi fanno una distinzione fra preistoria e storia delle prime scritture, ma non sono d'accordo su quando la preistoria diviene storia e quando la proto-scrittura diviene "vera scrittura". La data è molto soggettiva. La scrittura, in linea generale, è un metodo di registrazione delle informazioni ed è composta da glifi (noti anche come grafemi).
L'emergere della scrittura in una data area è di solito seguito da diversi secoli di iscrizioni frammentarie. Con la presenza di testi coerenti (dai vari sistemi di scrittura e letteratura associata al sistema), gli storici segnano la "storicità" di quella cultura.
L'invenzione della scrittura non è stato un evento immediato, ma una lunga evoluzione preceduta dalla comparsa di simboli, possibilmente prima per scopi cultuali. Ricercatori canadesi della Università di Victoria suggeriscono che il simbolismo è stato utilizzato da pittori rupestri del Neolitico.
"... von Petzinger e Nowell sono stati sorpresi dalla chiara modellazione dei simboli attraverso lo spazio e il tempo, alcuni dei quali rimasti costantemente in uso per oltre 20.000 anni. I 26 segni specifici possono fornire i primi barlumi di prova che un codice grafico è stato utilizzato da questi antichi esseri umani poco dopo il loro arrivo in Europa dall'Africa, o che possono avere portato anche questa pratica con loro. Se l'ipotesi è corretta, questi risultati contribuiranno al crescente numero di evidenze che testimoniano la "esplosione creativa" si è verificata decine di migliaia di anni prima di quanto gli studiosi pensassero".

### Stadi evolutivi
Un convenzionale passaggio da "proto-scrittura" alla vera scrittura segue una serie generale di stadi di sviluppo che sono i seguenti:
- Scrittura per immagini: glifi che rappresentano direttamente gli oggetti e le idee o situazioni oggettive e ideative. In relazione a questo sistema si possono distinguere i seguenti stadi di sviluppo:
  - stadio mnemonico: glifi principalmente come promemoria;
  - stadio pittografico: glifi che rappresentano direttamente un oggetto o una situazione relativa a cronologia, notizie, comunicazioni, emblemi, titoli e nomi, religioni, usanze, storia e biografia;
  - stadio ideografico: glifi rappresentanti un'idea;
  - stadio di transizione: glifi che non riguardano solo l'oggetto o l'idea che essi rappresentano, ma riferiti anche al suono del loro nome;
- Sistema fonetico: glifi che si riferiscono a suoni indipendentemente dal loro significato. Anche in questo caso si distinguono vari stadi:
  - stadio verbale: glifi (logogrammi) rappresentanti un'intera parola;
  - stadio sillabico: glifi rappresentanti una sillaba;
  - stadio alfabetico: glifi rappresentanti un ingolo suono.

I più noti sistemi pittografici, ideografici e/o mnemonici, sono:
- Jiahu, incisa su gusci di tartaruga a Jiahu, in Cina, nella valle del Fiume Giallo, del 6600 a.C. circa
- Vinča (tavolette di Tărtăria), in Romania, ca. 5500 a.C.[20]
- Antica scrittura dell'Indo, ca. 3500 a.C.

Nel mondo antico, la vera scrittura si sviluppò in concomitanza con la Rivoluzione urbana (IV millennio a.C.). La lingua sumera arcaica (pre-cuneiforme) ed i geroglifici egizi sono considerate le prime forme di scrittura, entrambe emerse dai propri simboli proto-letterari dal 3400–3200 a.C., con i primi testi coerenti da circa il 2600.
La letteratura e la scrittura, anche se ovviamente collegate, non sono sinonimi. I primi scritti degli antichi Sumeri non costituiscono la letteratura - lo stesso vale per alcuni dei primi geroglifici o delle migliaia di ideogrammi degli antichi cinesi. La storia della letteratura inizia con la storia della scrittura e la nozione di "letteratura" ha significati diversi a seconda di chi la utilizza. Gli studiosi sono in disaccordo riguardo a quando uno scritto divenne letteratura e questo criterio è in gran parte soggettivo. Esso può essere applicato in senso lato come qualsiasi documento simbolico, che comprende tutto, dalle immagini alle sculture e alle lettere. I testi letterari più antichi, che sono giunti fino a noi, risalgono ad un millennio abbondante dopo l'invenzione della scrittura, ovvero alla fine del III millennio a.C.. I primi autori letterari noti sono Ptahhotep e Enḫeduanna, risalenti a circa il XXIV e XXIII secolo a.C., rispettivamente. Nelle prime società alfabetizzate, trascorsero almeno 600 anni per la comparsa delle prime iscrizioni (circa 3200-2600 a.C.).

## Luoghi e tempi

### Proto-scrittura

Esempi di simil-scrittura Jiahu, trovati su un guscio di tartaruga datata attorno al 6000 a.C.

Il primo sistema di scrittura della prima età del bronzo non fu un'invenzione improvvisa. Piuttosto, uno sviluppo basato su tradizioni precedenti di sistemi simbolici che non possono essere classificati come scrittura vera e propria, ma avevano molte caratteristiche sorprendentemente simili alla scrittura. Questi sistemi possono essere descritti come proto-scrittura. Usarono simboli ideografici e/o mnemonici per trasmettere informazioni ancora probabilmente prive di diretto contenuto linguistico.
Questi sistemi emersero nei primi anni del neolitico, già a partire dal VII millennio a.C..
I segni Vinča iniziarono ad evolversi da semplici segni dal VII millennio a.C., aumentando di complessità nel VI millennio a.C. per culminare nelle tavolette di Tărtăria di circa il 5300 a.C. con righe di simboli allineati, evocanti l'impressione di un "testo".
La Tavoletta di Dispilio del tardo VI millennio a.C. è similare alla precedente. I geroglifici dell'antico Vicino Oriente (egizi, sumeri proto-cuneiformi e cretesi) emergono da tali sistemi di simboli, in modo che è difficile dire in quale punto la scrittura emerge dalla proto-scrittura. Si aggiunga a questa difficoltà il fatto che molto poco si sa circa i significati dei simboli.
Nel 2003, vennero trovati a Jiahu, nella provincia di Henan (nord della Cina), dei gusci di tartaruga con simboli incisi, in 24 tombe neolitiche scoperte a seguito di scavi archeologici. Secondo prove fatte con isotopi di radiocarbonio risalirebbero al VII millennio a.C. Secondo alcuni archeologi, i simboli incisi sulle conchiglie sono simili a quelli presenti sulle "ossa oracolo" risalenti al II millennio a.C. Altri hanno respinto questa affermazione in quanto non sufficientemente motivata, sostenendo che semplici disegni geometrici, come quelli che si trovano sulle conchiglie Jiahu non possono essere collegati a scritture antiche.
Anche dopo il Neolitico, diverse culture hanno attraversato un periodo di utilizzo di sistemi di proto-scrittura come fase intermedia prima dell'adozione della scrittura corretta. Lo "slavo pre-cirillico" (VII/VIII secolo), citato da alcuni autori medievali può essere stato un tale sistema. Il Quipu degli Incas (XVI secolo), a volte chiamato "nodi parlanti", potrebbe essere stato di natura analoga. Un altro esempio è il sistema di pittogrammi inventati da Uyaquk prima dello sviluppo del sillabario Yugtun (circa 1900).

### Scrittura dell'età del bronzo
Nell'età del bronzo la scrittura emerse in molte culture nel mondo. Dalla scrittura cuneiforme dei Sumeri, ai geroglifici egizi e cretesi, ai logogrammi cinesi e alla scrittura degli Olmechi del Mesoamerica. La scrittura cinese si sviluppò, molto probabilmente, in maniera indipendente da quelle del Medio Oriente, intorno al 1600 a.C. Anche la scrittura pre-colombiana mesoamericana (comprendente quella degli Olmechi e dei Maya) si ritiene si sia sviluppata indipendentemente da quelle della Cina e del medio-vicino oriente.
Si pensa che la prima vera scrittura alfabetica sia stata sviluppata intorno al 2000 a.C. dai lavoratori di origini semitiche del Sinai, dando valori semitici a molti glifi ieratici egiziani. Il sistema di scrittura Ge'ez dell'Etiopia è considerato semita, anche se è probabile che sia di origine semi-indipendente, avendo radici nel sistema Meroitico sudanese di ideogrammi. La maggior parte degli altri alfabeti nel mondo di oggi discendono da questa innovazione, molti attraverso l'alfabeto fenicio, o sono stati direttamente ispirati ad esso. Nel caso dell'Italia, trascorsero circa 500 anni tra il primo Vecchio alfabeto Corsivo e Plauto (750-250 a.C.), e nel caso dei popoli germanici, il corrispondente intervallo di tempo è simile, dal primo Fuþark antico ai testi iniziali, come l' Abrogans (circa 200-750).

#### Scrittura cuneiforme

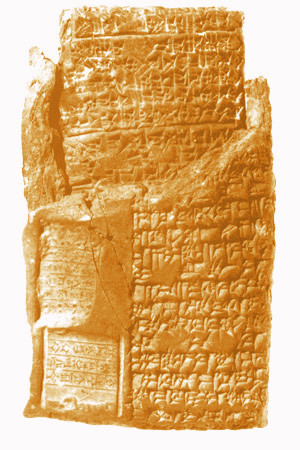
Tavoletta legale medio-babilonese, da Alalah, nel suo involucro.

Il sistema di scrittura sumera originale discende dal sistema dei ciottoli utilizzato per rappresentare le merci. Entro la fine del IV millennio a.C., questo si era evoluto in un metodo per tenere i conti, utilizzando uno stilo di forma circolare che imprimeva segni nell'argilla molle ad angoli differenti per registrare i numeri. Questo è stato gradualmente ampliato con la scrittura pittografica utilizzando uno stilo appuntito per indicare ciò che era stato contato.  Il più antico documento del proto-cuneiforme pittofrafico è rappresentato dalla tavoletta di Kish, datata al periodo Uruk (ca. 3500–3200 a.C.). Lo stilo a punta arrotondata e quello a punta tagliente vennero gradualmente sostituiti intorno 2700-2500 a.C., utilizzando uno stilo a forma di cuneo (da qui il termine cuneiforme), in un primo momento solo per i logogrammi, ma sviluppato per includere elementi fonetici dal XXIX secolo a.C. Intorno al 2600 a.C. la scrittura cuneiforme iniziò a rappresentare le sillabe della lingua sumera che divenne poi un sistema di scrittura di uso generale per logogrammi, sillabe e numeri. Dal XXVI secolo a.C., questo sistema venne adattato alla lingua accadica, e da lì in altre come la lingua hurrita e quella ittita. Segni simili in apparenza a questo sistema di scrittura comprendono quelli per la lingua ugaritica e il persiano antico.

#### Geroglifici egiziani
La scrittura fu fondamentale nel mantenere coeso l'impero egiziano nel perdurare dei secoli e l'alfabetizzazione era riservata esclusivamente a gruppi di élite. Solo a persone di determinato rango era permesso studiare (sacerdoti al servizio del tempio e autorità militari). Il sistema geroglifico era difficile da imparare e nei secoli successivi potrebbe essere stato volutamente reso ancora più complesso per permetterne a pochi l'utilizzo e mantenere così lo status sociale.
Diversi studiosi ritengono che i geroglifici egiziani "nacquero un po' dopo la scrittura sumera, e probabilmente... [furono] ... inventati sotto l'influenza di quest'ultima...", anche se è stato detto che "le prove di tale influenza diretta resta fragile" e che "è molto credibile che il loro sviluppo sia stato indipendente...".

#### Scrittura elamica
La non decifrata scrittura proto-elamica emerse intorno al 3200 a.C. e si crede si sia poi evoluta nel cosiddetto "elamico lineare" dalla fine del III millennio a.C.; l'elamico lineare venne poi sostituito dal cuneiforme elamico.

#### Scrittura dell'Indo

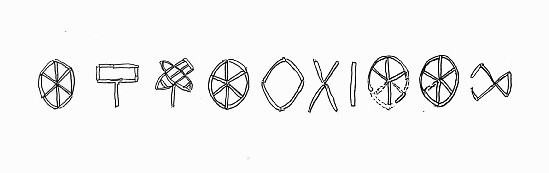
Sequenza di dieci segni indu scoperta presso la porta nord del sito indu di Dholavira

La scrittura dell'Indo della media età del bronzo, che risale all'antica Harappa intorno al 3000 a.C. nel nord ovest dell'India nell'odierno Pakistan, non è stata ancora decifrata. Non è chiaro se debba essere considerata un esempio di proto-scrittura (un sistema di simboli o simili), oppure se si tratta di scrittura vera e propria del tipo logografico-sillabico degli altri sistemi di scrittura dell'età del bronzo. Mortimer Wheeler riconosce lo stile di scrittura, come scrittura bustrofedica, dove "questa stabilità suggerisce una maturità precaria".

#### Geroglifici anatolici
I geroglifici anatolici sono una scrittura geroglifica indigena nativa della parte occidentale dell'Anatolia apparsa per la prima volta sui sigilli reali dei Luvi, nel XIV secolo a.C., utilizzati per registrare l'alfabeto luvio cuneiforme.

#### Scrittura cretese e greca
I geroglifici cretesi sono stati trovati su manufatti di Creta (dagli inizi alla metà del II millennio a.C., sovrapposti a scritture Lineare A). Il Lineare B, il sistema di scrittura della civiltà micenea, è stato decifrato mentre il Lineare A rimane ancora un mistero. La sequenza e la diffusione geografica dei tre sovrapposti, ma distinti, sistemi di scrittura possono essere riassunti come segue:
| Sistema di scrittura | Area geografica                                                | Epoca                      |
| -------------------- | -------------------------------------------------------------- | -------------------------- |
| Geroglifici cretesi  | Creta                                                          | ca. 1625−1500 a.C.         |
| Lineare A            | Isole dell'Egeo (Kea, Kythera, Milo, Thera) e Grecia (Laconia) | ca. XVIII secolo−1450 a.C. |
| Lineare B            | Creta (Cnosso), e (Pylos, Micene, Tebe, Tirinto)               | ca. 1375−1200 a.C.         |

#### Alfabeto semitico antico
Il primo puro alfabeto (propriamente, "abjad", come mappatura di singoli simboli per singoli fonemi, ma non necessariamente ogni fonema disponeva di un simbolo) emerse intorno al 1800 a.C., in Egitto, come rappresentazione del linguaggio sviluppato da lavoratori di origini semitiche in Egitto, ma da allora i principi alfabetici ebbero pochissime possibilità di essere inculcati nei geroglifici egiziani per più di un millennio. Questi primi abjad rimasero marginali per diversi secoli, e fu solo verso la fine dell'età del bronzo che la scrittura proto-sinaica sfociò nell'alfabeto proto-cananeo (ca. 1400 a.C.)
Sillabario di Biblo e alfabeto sud arabico (ca. 1200 BC). Il proto-cananeo era probabilmente in qualche modo influenzato dall'indecifrato sillabario di Biblo, a sua volta ispirato all'alfabeto ugaritico (ca. 1300 a.C.).

#### Scrittura cinese
In Cina, gli storici hanno imparato molto sulle antiche dinastie cinesi dai documenti scritti. Dalla dinastia Shang, la maggior parte di queste scritture è sopravvissuta giungendo a noi incisa su ossa o su manufatti in bronzo. Ma anche tramite incisioni su gusci di tartaruga, o jiaguwen, sono attestate dalla fine della dinastia Shang (1200-1050 a.C.). La scrittura dell'antica dinastia Shang è la diretta genitrice dei moderni caratteri cinesi usati in tutto l'est dell'Asia (Cina, Corea, Giappone e Vietnam).

#### Mesoamerica
Nello stato messicano di Veracruz è stata ritrovata una lastra di pietra con incise scritture risalenti a 3000 anni addietro [?], esempio di antica scrittura zapoteca risalente a prima dell 500 a.C.
Delle diverse scritture pre-colombiane del Mesoamerica, l'unica che appare ben sviluppata e completamente decifrata e quella Maya. Le prime iscrizioni che sembrano potersi attribuire ai Maya datano al III secolo a.C., e continuarono ad essere usate fino a poco tempo dopo l'arrivo dei conquistatori spagnoli nel XVI secolo. La scrittura maya impiegava logogrammi completati da una serie di glifi sillabici, in qualche modo simili alla scrittura giapponese moderna.

### Scrittura dell'età del ferro

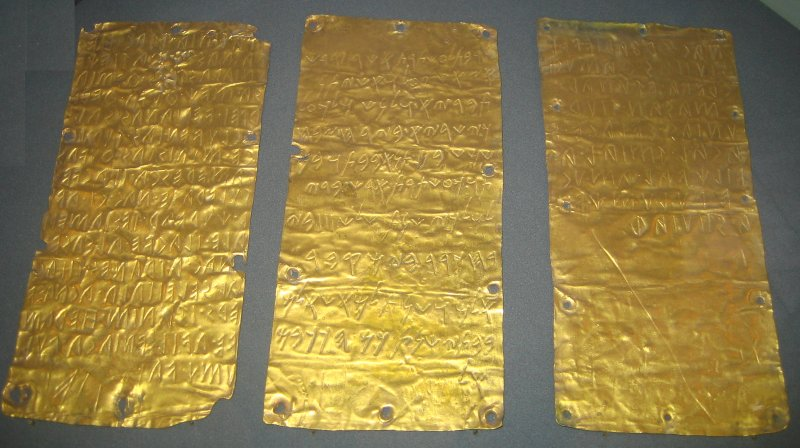
Lamine di Pyrgi: lamine d'oro che riportano sia in etrusco che in fenicio il testo di un trattato. Presso il Museo nazionale etrusco di Villa Giulia, VI secolo a.C.

L'alfabeto fenicio è semplicemente la continuazione del proto-cananeo nell'età del ferro (convenzionalmente assunta come data limite nel 1050 a.C.). Questo alfabeto ha dato origine all'alfabeto aramaico ed a quello greco. Questi a loro volta hanno portato ai sistemi di scrittura utilizzati in tutte le regioni che vanno dall'Asia occidentale verso l'Africa e l'Europa. Da parte sua l'alfabeto greco ha introdotto per la prima volta i simboli espliciti per suoni vocalici. Gli alfabeti greco e latino, nei primi secoli dell'era volgare, hanno dato luogo a diverse scritture europee come il runico, il gotico e il cirillico, mentre l'alfabeto aramaico evolvette nell'ebraico, nel siriaco e nell'arabo abjads mentre l'alfabeto sud-arabico ha dato luogo al Ge'ez abugida. La famiglia di scritture Brahmi dell'India, secondo alcuni studiosi deriverebbe anch'essa dall'alfabeto aramaico

### Scrittura nella civiltà greco-romana

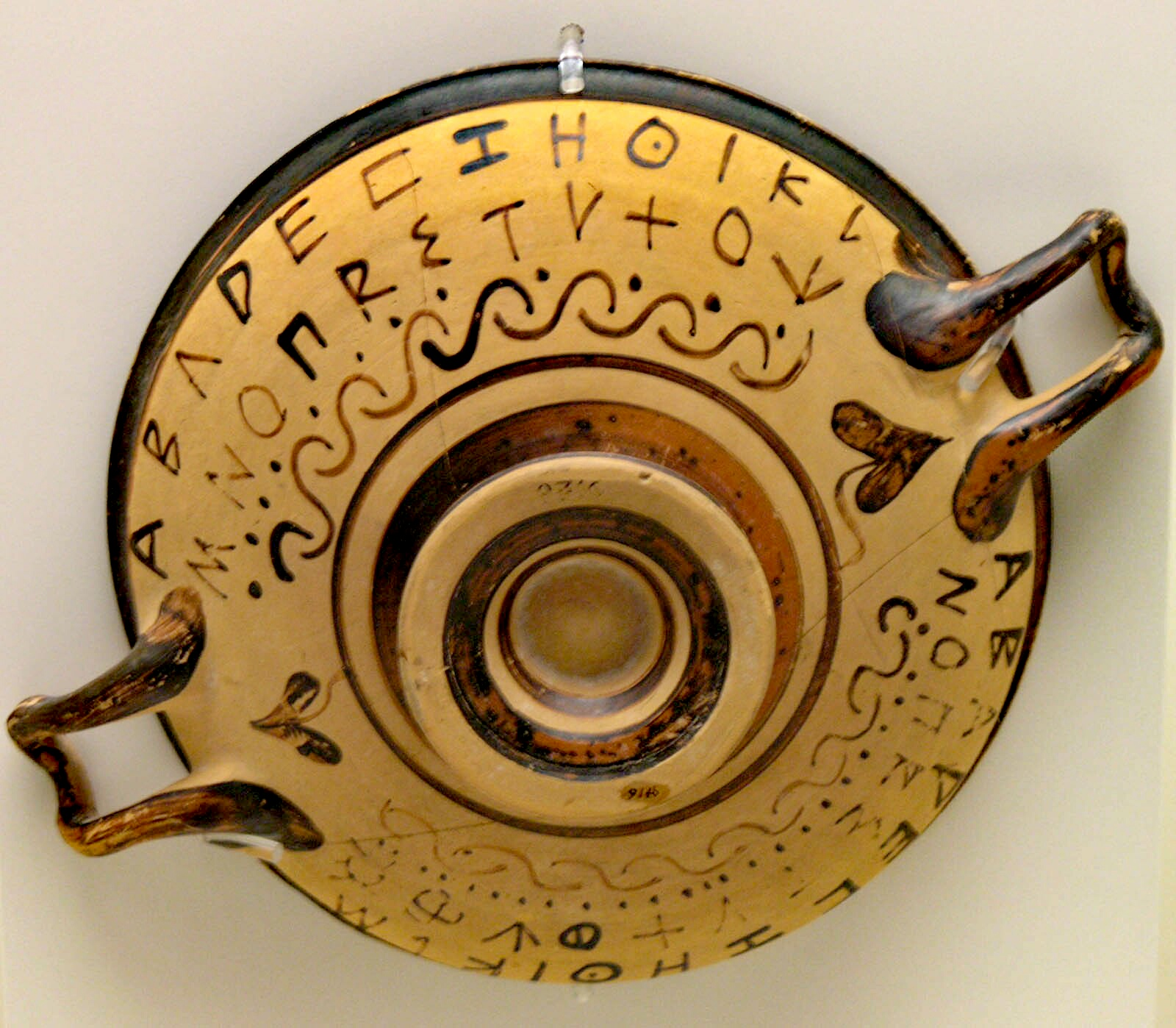
Primitivo alfabeto greco su porcellana al Museo Archeologico Nazionale di Atene

Dalla storia dell'alfabeto greco, risulta evidente che i greci presero in prestito l'alfabeto fenicio adattandolo alla loro lingua. Le lettere dell'alfabeto greco sono le stesse di quello fenicio, ed entrambi gli alfabeti sono strutturati nello stesso ordine. Coloro che adattarono il sistema fenicio aggiunsero tre lettere alla fine della serie, chiamate "supplementari". Presto si svilupparono diverse varianti dell'alfabeto greco. Una, conosciuta come greco occidentale o calcidese, fu utilizzato a occidente di Atene e nel Sud Italia. L'altra variante, nota come greco orientale, venne utilizzato nell'attuale Turchia e dagli Ateniesi, e alla fine dal resto del mondo che parlava greco. Dopo la prima scrittura da destra a sinistra, i greci alla fine scelsero di scrivere da sinistra a destra, a differenza dei Fenici che scrivevano da destra a sinistra. Il greco è a sua volta la fonte di tutti i moderni alfabeti d'Europa.
Il più diffuso discendente del greco fu l'alfabeto latino, dal nome dei Latini, un popolo italiano che venne a dominare l'Europa, con l'ascesa di Roma. I Romani impararono a scrivere intorno al V secolo a.C. dalla civiltà etrusca, che usava una serie di scritture italiche derivate dai greci occidentali. A causa del predominio culturale dell'impero romano, le altre scritture italiche sparirono e la lingua etrusca è in gran parte andata perduta.
Le scritture italiche ispirarono l'alfabeto runico, che fu alla base della scrittura inglese. Questa però era ancora rara fino al VI secolo, quando la lingua latina e il suo sistema di scrittura vennero portati in Gran Bretagna da Agostino di Canterbury insieme alla religione cristiana. I sovrani sassoni adattarono rapidamente la scrittura alla propria lingua, producendo uno dei primi corpus superstiti della letteratura europea in una lingua diversa dal greco o dal latino.

### Scrittura durante il Medioevo
Con la caduta dell'Impero romano d'Occidente, lo sviluppo della letteratura rimase confinato nell'Impero Romano d'Oriente e nell'Impero Persiano. Il latino, mai una delle lingue letterarie primarie, ridusse rapidamente la sua importanza (ad eccezione all'interno della Chiesa di Roma). Le lingue letterarie primarie erano greco e persiano, anche se altre lingue, come il siriaco e il copto, erano molto importanti.
La crescita di importanza dell'Islam nel VII secolo portò alla rapida ascesa dell'arabo come grande lingua letteraria nella regione. Arabo e persiano cominciarono rapidamente a mettere in ombra il ruolo del greco come lingua degli studiosi. La scrittura araba venne adottata come la principale dalla lingua persiana e da quella turca. Questa scrittura influenzò fortemente lo sviluppo del corsivo greco, le lingue slave, il latino e altre lingue. La lingua araba servì anche a diffondere il sistema numerale indo-arabico in tutta l'Europa. All'inizio del secondo millennio la città di Cordova nella Spagna moderna, era diventata uno dei più importanti centri intellettuali del mondo e possedeva la più grande biblioteca del mondo di quel tempo. La sua posizione di crocevia tra il mondo cristiano occidentale e quello islamico contribuì ad alimentare lo sviluppo intellettuale e la comunicazione scritta tra le due culture.
Dal XII secolo in poi, dapprima nelle città dell'Italia centrale e settentrionale, per poi espandersi in tutta l'Europa centrale e settentrionale, l'uso della scrittura era funzionale all'espansione commerciale, e il crescente alfabetismo soprattutto in ambiti mercantili, e andava di pari passo con un ciclo congiunturale di lunga durata e con l'intensificarsi delle forme di comunicazione.

### Rinascimento ed era moderna
Con l'avvento del XIV secolo, una rinascita, o Rinascimento, emerse in Europa occidentale, portando ad una ripresa temporanea dell'importanza del greco e ad una lenta rinascita del latino come lingua letteraria significativa. Una simile anche se più piccola emergenza si era verificata in Europa orientale, in particolare in Russia. Allo stesso tempo, l'arabo e il persiano iniziarono un lento declino di importanza a seguito della fine dell'epoca d'oro islamica. Il rilancio dello sviluppo letterario in Europa occidentale portò a molte innovazioni nell'alfabeto latino e la diversificazione dell'alfabeto a codificare le fonologie delle varie lingue.
La natura della scrittura ha subito una continua evoluzione, soprattutto a causa dello sviluppo di nuove tecnologie nel corso dei secoli. La penna, la tipografia, il computer e il telefono cellulare sono gli sviluppi tecnologici che hanno modificato ciò che è scritto, e il mezzo attraverso il quale si produce la parola scritta. In particolare con l'avvento delle tecnologie digitali, vale a dire il computer e il telefono cellulare, i caratteri possono essere digitati con la pressione di un pulsante, piuttosto che con il movimento fisico della mano.
La natura della parola scritta si era evoluta nel tempo per far posto a uno stile colloquiale scritto informale, dove una conversazione di tutti i giorni può avvenire attraverso la scrittura, piuttosto che tramite il parlato. La comunicazione scritta può anche essere consegnata con un minimo tempo di ritardo (e-mail, SMS), e, in alcuni casi, con un ritardo impercettibile (messaggistica istantanea). Socialmente, la scrittura è vista come un mezzo autorevole di comunicazione, dalla documentazione legale, dal diritto e dei media tutti prodotti attraverso il mezzo tecnologico. La crescita dell'alfabetizzazione multimediale può essere vista come il primo passo verso una società post-letterata.

## Materiali per la scrittura
Non vi è alcuna informazione molto precisa del materiale che era di uso più comune ai fini della scrittura all'inizio dei primi sistemi di scrittura..
La consuetudine di incidere su pietra o metallo o altro materiale resistente ha assicurarato la permanenza delle registrazioni, mentre legno o le cordicelle annodate quipu in materiali deperibili sono andate distrutte.
Gli incisori egiziani avevano cura di lisciare la pietra prima di riempire le parti difettose con gesso o cemento, per ottenere una superficie perfettamente uniforme sulla quale eseguire le loro incisioni. Metalli come quelli impiegati per la costruzione delle monete sono menzionati come materiali di scrittura; fra questi piombo, rame e oro. Esistono anche riferimenti all'incisione di monili, sigilli, guarnizioni.
I materiali più comuni di scrittura erano le tavolette e i rotoli; le prime probabilmente di origine caldea, i secondi utilizzati dagli egiziani. Le tavolette dei Caldei sono tra i più notevoli dei loro resti. Ci sono pervenuti piccoli pezzi di argilla, un po' rozzamente modellati in una forma simile a un cuscino, e fittamente incisi con caratteri cuneiformi. Uso simile si è trovato in cilindri cavi, o prismi di sei o otto facce, realizzati in terra cotta, spesso smaltata, in cui i caratteri sono stati tracciati con un piccolo stilo, in alcuni esemplari così minuziosamente da poter essere decifrati solo con l'aiuto di una lente di ingrandimento.
In Egitto il materiale di scrittura principalmente usato era di natura diversa. Sono state trovate tavolette di legno raffigurate sui monumenti, ma il materiale che era in uso comune, anche da tempi molto antichi, era il papiro. Questa canna, che si trova soprattutto nel Basso Egitto, ha dato diversi mezzi economici per la scrittura. Il midollo veniva asportato e diviso, in pezzi sottili, da uno strumento appuntito, e quindi schiacciato e le strisce incollate insieme; altre strisce venivano disposte perpendicolarmente ad esse, in modo da fabbricare un rotolo di qualsiasi lunghezza. La scrittura sembra sia diventata più diffusa in Egitto con l'invenzione del papiro. Che questo materiale era in uso in Egitto da un periodo molto antico è attestato dai papiri ancora esistenti delle prime dinastie tebane. Il papiro, essendo molto richiesto ed esportato in ogni parte del mondo, divenne molto costoso, quindi vennero trovati altri materiali, tra cui la pelle di animali, dato che pelli di animali sono state trovate nelle tombe. La pergamena, realizzata da pelli di pecora dopo la rimozione del pelo, era a volte più conveniente rispetto al papiro, che doveva essere importato dall'Egitto. Con l'invenzione della carta, fabbricata con cascami di canapa e cotone dapprima e poi con pasta di legno (cellulosa), il costo del materiale di scrittura iniziò un declino costante.

## Scritture di genere
Sono noti storicamente linguaggi e scritture di genere: in Cina il Nü shu, sistema esclusivo delle donne basato sulla trascrizione fonetica dei suoni dal cinese; le donne di corte dei Sumeri usavano l'Emesal o fine idioma.

### Generali
- Alfabeto
- Epigrafe
- Etnoarcheologia
- Letteratura orale
- Libro
- Logogramma
- Manoscritto
- Paleografia
- Scriptio continua
- Scrittura logografica
- Sistema di scrittura

### Particolari
- Alfabeto etrusco
- Alfabeto latino
- Alfabeto ogamico
- Alfabeto ugaritico
- Calculi
- Caratteri cinesi
- Cultura di Vinča
- Geroglifici cretesi
- Hanja
- Kanji
- Katakana
- Onciale
- Quipu
- Scrittura dell'Indo